# Melissa Sue Anderson
Pour les articles homonymes, voir Anderson.
Melissa Sue Anderson est une actrice et productrice américaine née le 26 septembre 1962 à Berkeley en Californie (États-Unis). Elle est principalement connue pour son interprétation du rôle de Mary Ingalls dans la série télévisée La Petite Maison dans la prairie produite par la NBC.

## Biographie
Son début de carrière s'explique par deux anecdotes : 
- À la demande d'un professeur de danse qui a vu un talent prometteur chez Melissa Sue Anderson, ses parents ont embauché un agent pour leur fille.
- La rencontre fortuite avec un agent l'amena à tourner des films publicitaires et à jouer dans des pièces sur The Brady Bunch et Shaft[1].

Cependant, la demande a été forte et après quelques publicités, elle apparaîtra dans la série The Brady Bunch et, en 1972, dans la série Ma sorcière bien-aimée.
En 1974, Michael Landon crée la série La Petite Maison dans la prairie, adaptée de l'ouvrage autobiographie de Laura Ingalls Wilder, et elle obtient le rôle de la fille aînée de la famille Ingalls, Mary. Depuis le 18 décembre 1976, le public français a pu suivre la vie de cette famille de pionniers de Walnut Grove, sur TF1, puis les rediffusions faites par d'autres chaînes de télévision. Le sort semble s'acharner contre le personnage de Mary, élève studieuse qui devient aveugle, et qui plus tard perd son enfant dans un incendie.
Si les dernières saisons de la série la montrent aveugle, Melissa Sue Anderson est cependant bien voyante. La Mary Ingalls originelle, sur laquelle est basé son rôle, aurait en effet contracté une méningoencéphalite virale.
Durant les vacances du tournage, elle tournait dans d'autres séries ou téléfilms, comme, en 1976, dans le téléfilm The Loneliest Runner, écrit et réalisé également par Michael Landon, où elle a accepté de jouer Nancy Rizzi, la première petite amie de John Curtis. En 1978, elle a obtenu son premier rôle « d'adulte » dans la série La croisière s'amuse (The Love Boat).
Par la suite, elle fait des apparitions dans plusieurs films du grand écran, comme le film d'horreur Happy Birthday en 1982, dans lequel elle incarne la jeune Virginia, étudiante soupçonnée de meurtres dans sa confrérie. En 1980, elle a postulé pour le rôle d'Emmeline dans le film Le lagon bleu et, en 1988, elle a été auditionnée pour le rôle de Sarah Tobias dans le film Les accusés. En 1990, elle a produit en association avec Michael Landon le film Where Pigeons Go to Die.
Elle apparaît ensuite dans Magnitude 10,5 : L'Apocalypse en 2006, où elle affronte la colère d'un volcan destructeur.
Elle a publié un livre autobiographique, The Way I see it, sorti le 4 mai 2010 qui parle notamment du tournage de La petite maison dans la prairie.

### Récompenses
En 1979, elle a reçu un Emmy Awards pour ses rôles dans la série ABC Afterschool Specials.
En 1980, Melissa Sue Anderson a obtenu un TP de Oro (considéré comme la récompense la plus prestigieuse de l'Espagne pour la télévision) pour la « Meilleure actrice étrangère » pour son rôle de Mary dans la série La petite maison dans la prairie.
En 1981, elle a obtenu un Young Artist Awards pour sa performance dans le film d'horreur canadien Happy birthday - Souhaitez ne jamais être invité.
En 1998, elle a été honorée au Hall of Great Western Performers au National Cowboy & Western Heritage Museum à Oklahoma City dans l'Oklahoma.

## Filmographie

### Actrice

#### Cinéma
- 1977 : Circus, Lions, Tigers and Melissas Too de Joseph Cates : Une invitée

- 1981 : Happy Birthday : Souhaitez ne jamais être invité de Jack Lee Thompson : Virginia "Ginny" Wainwright
- 1984 : Goma-2 (Killing Machine) de José Antonio de la Loma : Kukki
- 1984 : Le Train de Chattanooga (Chattanooga Choo Choo) de Bruce Bilson : Jennie[3]
- 1988 : The Suicide Club de James Bruce : Laura Donovan à la télé
- 1988 : Far North de Sam Shepard : une jeune nurse
- 1989 : Looking Your Best de Michael Westmore
- 1990 : Manuel, le fils emprunté de François Labonté
- 1990 : Dead Men Don't Die de Malcolm Marmorstein : Dulcie Niles
- 1995 : Killer Lady de Ren Jie Cheung : La dame américaine
- 2006 : Crazy Eights de James K. Jones : une patiente de l'hôpital
- 2014 : Veronica Mars de Rob Thomas : La mère de Stosh
- 2018 : Les As de l'Arnaque de James Oakley ; l'invitée n°2

#### Courts métrages
- 1978 : A Different Approach de Fern Field

#### Télévision

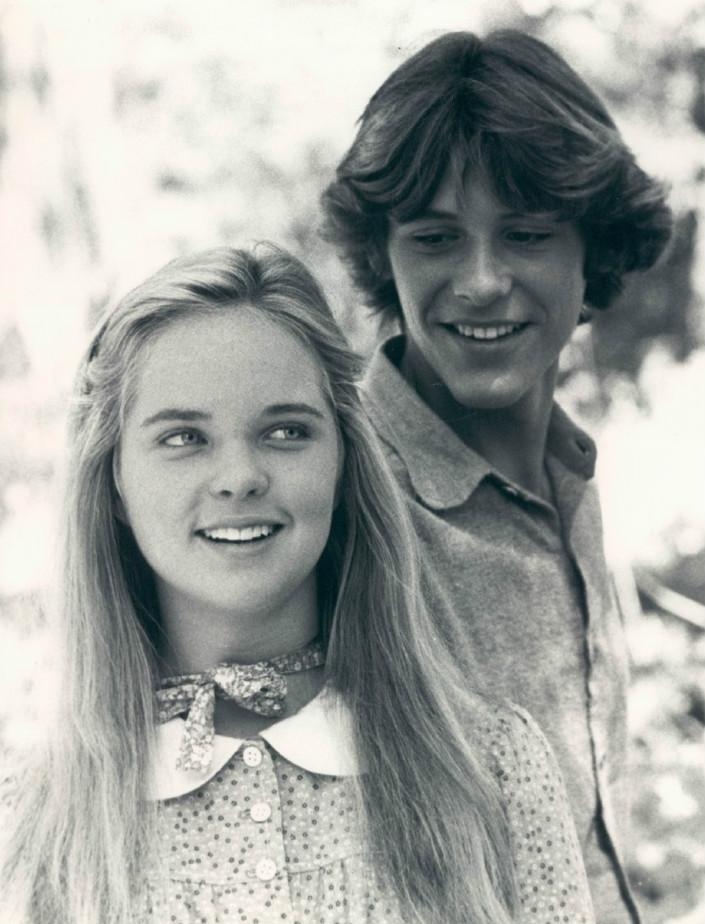
Melissa Sue Anderson et Radames Pera dans La petite maison dans la prairie en 1976.

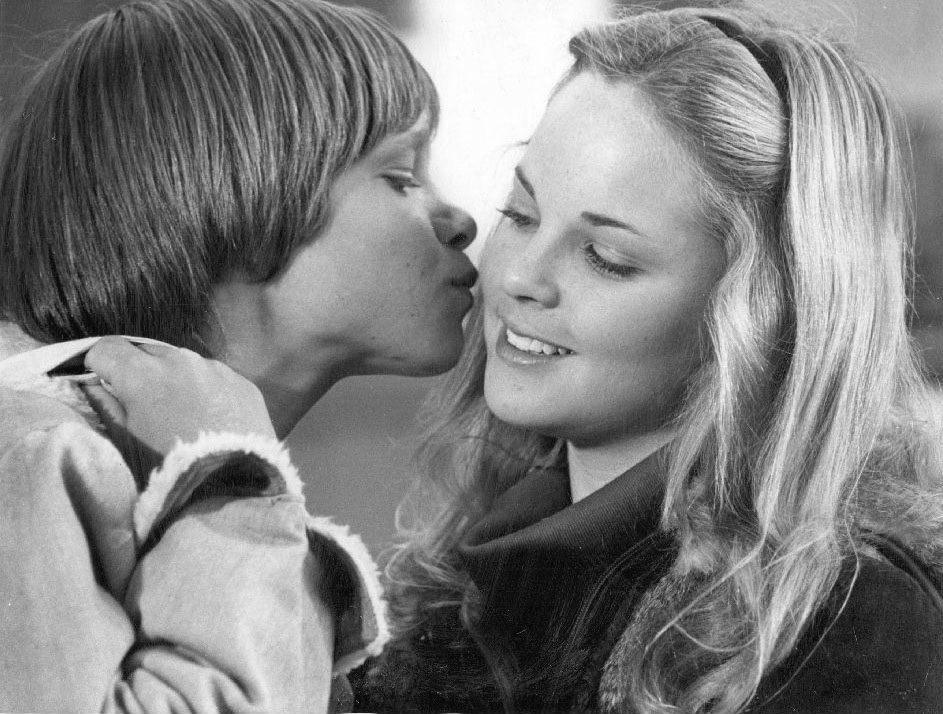
Melissa Sue Anderson dans James at 15 en 1977

##### Séries télévisées
- 1972 : Ma sorcière bien-aimée (Bewitched) : Une fille (1 épisode)
- 1973 : The Brady Bunch : Milicent[4]
- 1973 : Shaft : Cathy, la fille du Marshal (1 épisode)[5]
- 1974 -1981 : La Petite Maison dans la prairie (The Little House on the Prairie) : Mary Ingalls Kendall (163 épisodes)
- 1977 : James at 15 : Lacey Stevens[6]
- 1978 : La croisière s'amuse (The Love Boat) : Jennifer Smith (1 épisode)[7]
- 1979 : A New Kind of Family : Lisa (1 épisode)
- 1979 : Chips (CHIPs) (2 épisodes)[8]
- 1977- 1979 : ABC Afterschool Special : Kate / Alexandra Benton (2 épisodes)
- 1979 : La croisière s'amuse (The Love Boat) : Cindy Geo (1 épisode)[9]
- 1980 : L'Île fantastique (Fantasy Island) : Amy Marson (1 épisode)
- 1980 : Insight : Mary Beth (1 épisode)
- 1980 : La croisière s'amuse (The Love Boat) : Katy Cummings[10]
- 1982-1983 : Spider-Man and His Amazing Friends, saison 2 - épisode 1 : Katherine 'Kitty' Pryde (voix) (2 épisodes)
- 1984 : Finder of Lost Loves : Nikki Gatos
- 1985 : Arabesque (Murder She Wrote) : Eve Crystal (1 épisode)
- 1984 : Glitter : Elizabeth (1 épisode)
- 1984 - 1985 : Hôtel (Hotel) : Anne Goldman / Cassie Ray (2 épisodes)
- 1986 : La croisière s'amuse (The Love Boat)), : Dana Colton[11]
- 1987 - 1988 : Equalizer (The Equalizer) : Yvette Marcel / Yvette Manon
- 1988 - 1989 : Alfred Hitchcock présente (Alfred Hitchcock presents), saison 1 - épisodes 9 et 21 : Laura Donovan / Julie Fenton
- 1993-1994 : X-Men : Snowbird (voix) (2 épisodes)
- 1994 : L'Homme à la Rolls (Burke's Law) : Michelle Ryder (1 épisode)
- 1999 : Partners : Cheryl Darrin (3 épisodes)
- 2006 : 100 Greatest Teen Stars : Une adolescente star no 56[12]

##### Téléfilms
- 1976 : The Loneliest Runner de Michael Landon : Nancy Rizzi[13]
- 1979 : Survival of Dana : Dana Lee
- 1979 : Little House Years de Michael Landon : Mary Ingalls
- 1980 : Where Have All the Children Gone de Michael Landon
- 1981 : All-Star Salute to Mother's Day de Bruce Gowers
- 1981 : Sortilèges dans la nuit (Midnight Offerings) : Vivian Sotherland[14]
- 1981 : Hymne à l'amour (Advice to the Lovelorn) de Harry Falk : Maureen Tyler[15]
- 1982 : An Innocent Love de Roger Young : Molly Rush[16]
- 1982 : That's TV de Art Fischer
- 1983 : First Affair de Toby King[17]
- 1986 : Dark Mansions de Jerry London : Noelle Drake[18]
- 1988 : Memories of Manon : Yvette Marcel
- 1989 : The Return of Sam McCloud : Colleen McCloud[19]
- 1998 : Tremblement de terre à New York (Earthquake in New York) : Dr. Marilyn Blake[20]
- 2006 : Magnitude 10,5 : L'Apocalypse (10.5: Apocalypse) : Première Dame Megan Hollister[21]
- 2007 : Marco Polo de Kevin Connor : Mère (voix)

### Productrice
- 1990 : Where Pigeons Go to Die de Michael Landon

### Documentaires
- 1989 : Circus of the Stars #14
- 1997 : Michael Landon
- 1997 - 2004 : E! True Hollywood Story
- 2000 : Celebrity Profile
- 2000 : The 70s: The Decade That Changed Television
- 2001 : El informal
- 2001 : Biography
- 2002 : Intimate Portrait
- 2002 : Sagas: Melissa Sue Anderson[22]
- 2003 : Favorite Stars: Then & Now
- 2004 : Biography for Kids
- 2006 : A Little House Conversation
- 2010 : Inside Edition

## Distinctions

### Récompenses
- 1980 : TP de Oro de la meilleure actrice étrangère dans une série télévisée dramatique  pour La Petite Maison dans la prairie (The Little House on the Prairie) (1974-1981).

### Nominations
- Primetime Emmy Awards 1978 : Meilleure actrice dans une série télévisée dramatique pour La Petite Maison dans la prairie (The Little House on the Prairie) (1974-1981).
- 2008 : TV Land Awards du personnage que vous paieriez pour faire vos devoirs à votre place dans une série télévisée dramatique  pour La Petite Maison dans la prairie (The Little House on the Prairie) (1974-1981).

## Publication
- Melissa Sue Anderson, The Way I See It, Globe Pequot, 256 p., 2010